# Luciano Rabottini
Luciano Rabottini (Beyne-Heusay (België), 23 januari 1958) is een voormalig Italiaans wielrenner.
Rabottini werd geboren onder de rook van Luik in een emigrantenfamilie uit de Abruzzen. Hij was professioneel wielrenner van 1981 tot 1990. In 1986 won hij een etappe in de Tirreno-Adriatico via een lange vlucht en hield vervolgens genoeg voorsprong over om Francesco Moser van de eindzege af te houden. Hij reed negen keer de Ronde van Italië uit.
Zijn zoon Matteo Rabottini werd in 2009 Italiaans kampioen bij de beloften.

## Belangrijkste overwinningen
1986
- 1e etappe Tirreno-Adriatico
- Eindklassement Tirreno-Adriatico

1989
- Ronde van Campanië

## Resultaten in voornaamste wedstrijden
| Jaar | Ronde van Italië | Ronde van Frankrijk | Ronde van Spanje |
| ---- | ---------------- | ------------------- | ---------------- |
| 1981 | 77e              |                     |                  |
| 1982 | 44e              |                     |                  |
| 1983 | 63e              |                     |                  |
| 1984 | 67e              |                     |                  |
| 1985 | 61e              |                     |                  |
| 1986 | 56e              |                     |                  |
| 1987 |                  |                     |                  |
| 1988 | 53e              |                     |                  |
| 1989 | 94e              |                     |                  |
| 1990 | 96e              |                     |                  |

| Jaar | Milaan-San Remo | Gent-Wevelgem | Ronde van Lombardije |
| ---- | --------------- | ------------- | -------------------- |
| 1981 | 71e             |               | 5e                   |
| 1982 | 21e             |               | 39e                  |
| 1983 |                 |               |                      |
| 1984 |                 | 48e           |                      |
| 1985 | 82e             |               | 19e                  |
| 1986 | 6e              |               | 9e                   |
| 1987 |                 |               | 26e                  |
| 1988 |                 |               |                      |
| 1989 | 57e             |               |                      |
| 1990 |                 |               |                      |